# Heinrich Bär
Oskar-Heinz (Heinrich) "Pritzl" Bär, född 25 maj 1913 i Sommerfeld, död 28 april 1957 i Braunschweig, var en tysk överstelöjtnant och flygaress i Luftwaffe som tjänstgjorde under hela andra världskriget. Han flög över tusen stridsuppdrag och stred i alla större tyska krigsskådeplatser under kriget, inklusive västfronten, östfronten och Medelhavet. 18 gånger sköts han ner och överlevde och han har krediterats med 220 flygsegrar, cirka 16 av dem i ett jetdrivet stridsflygplan.
Bär, en sachsare med stark accent, anslöt sig till Riksvärnet 1934 och överfördes till Luftwaffe 1935. Han tjänstgjorde först som mekaniker och sedan som pilot på ett transportflygplan, där han informellt utbildades till stridspilot. Hans första luftseger ägde rum i september 1939 vid den franska gränsen. Vid slutet av slaget om Storbritannien hade hans segrar ökat till 17. Han överfördes till östfronten för att delta i Operation Barbarossa och samlade snabbt ihop fler segrar, en bedrift som gav honom Riddarkorset av Järnkorset med eklöv och svärd för 90 luftsegrar i februari 1942.
Under resten av andra världskriget krediterades Bär 130 andra luftsegrar, däribland 16 under flygning med ett av de första stridsflygplanen av typen Me 262, en prestation som normalt skulle ha givit honom även Riddarkorsets diamanter, men detta förnekades honom av Hermann Göring. Efter andra världskriget fortsatte Bär sin karriär som flygare. Han dödades i en flygolycka den 28 april 1957 i närheten av Braunschweig.

## Utmärkelser i urval
- Såradmärket i svart: 26 november 1941
- Tyska korset i guld: 27 maj 1942
- Frontflygningsspännet i guld: 25 maj 1942
- Pilot- och observatörsmärket
- Luftwaffes hederspokal: 1 juni 1942
- Östfrontsmedaljen: 23 augusti 1943
- Ärmelbandet "Afrika"
- Järnkorset av andra klassen: 29 september 1939
- Järnkorset av första klassen: 6 juli 1940
- Riddarkorset av Järnkorset med eklöv och svärd
  - Riddarkorset: 2 juli 1941
  - Eklöv: 14 augusti 1941
  - Svärd: 16 februari 1942
- Omnämnd i Wehrmachtbericht tre gånger

Vid tre tillfällen rekommenderades Bär att dekoreras med Riddarkorsets diamanter. 